# 樽川通

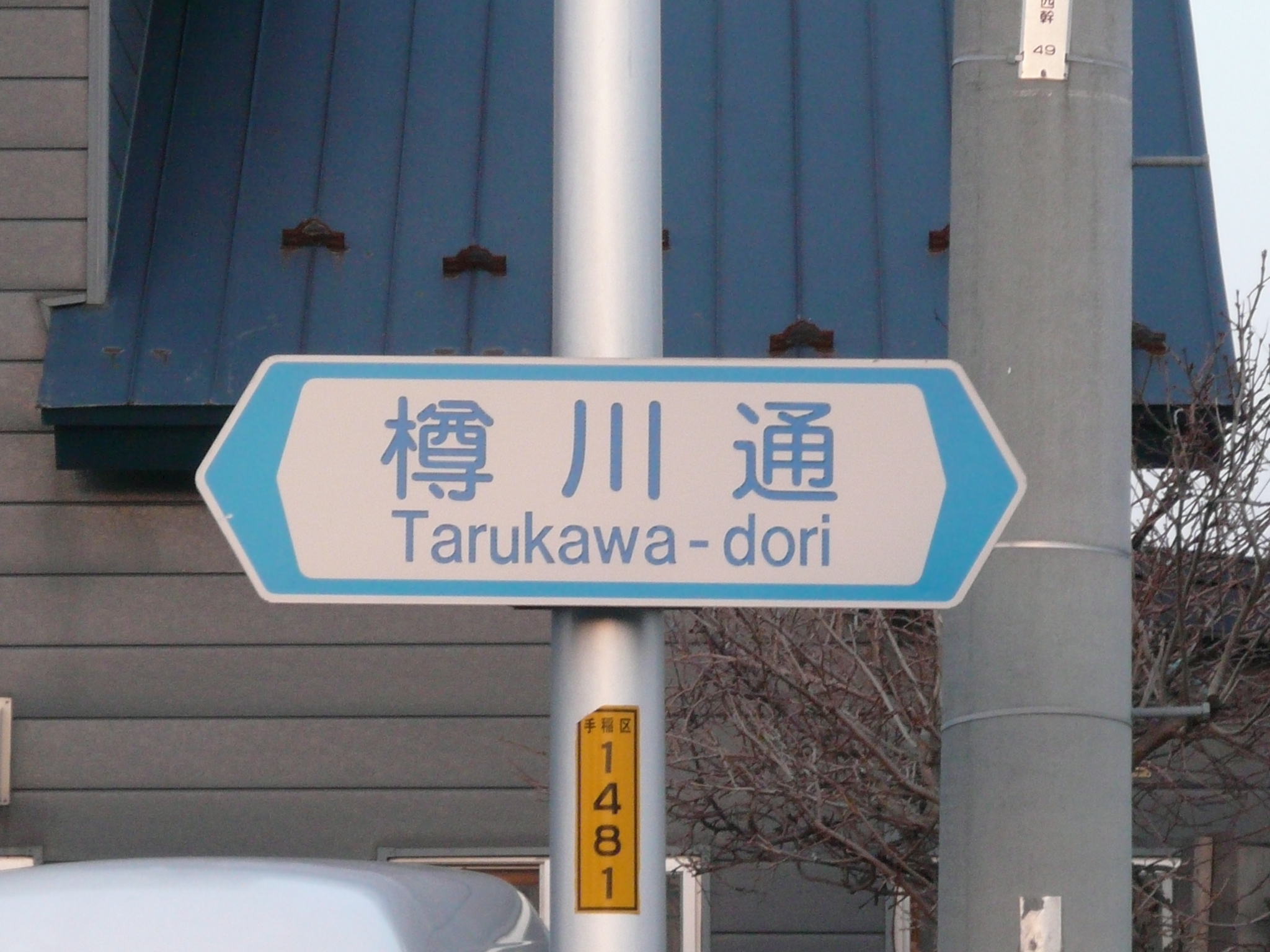
樽川通交差道路標識

樽川通（たるかわどおり）とは、北海道札幌市手稲区にある札幌圏都市計画道路である。手稲駅西通交差点より下手稲通交差点付近までは前田川（樽川添大排水）と並走し、それ以北は手稲土功川（土功排水）と並走する。

## 概要
- 起点：札幌市手稲区前田2条11丁目（＝手稲駅北通交点）
- 終点：札幌市手稲区前田10条20丁目（＝新川南通交点）
- 延長：2.94km
- 車線数：下手稲通以南4車線（片側2車線）、下手稲通以北2車線（片側1車線）
- 制限速度：全線時速50km

## 歴史
手稲区内では古い歴史を持つ通りである。1925年（大正14年）に開削された手稲土功川に沿って延びており、昭和の初めごろには山口地区の農場や新川河口付近にあった小樽内の集落に通じる唯一の道として使われていた。雨が降るとひどいぬかるみになっていたことから、当時付近に大量に自生していたワラビを採りに来る人から入場料を徴収し、その収入を使って砂利を敷く方法で改良が行われた。
付近の空中写真によれば、戦後まで手稲駅北側には石狩手稲通と樽川通の他に目立った道路が見られない。以前のルートは久木橋で手稲土功川を渡り、それ以北は手稲土功川の左岸を進み、新川左岸を経て山口本通（現・国道337号）に接続していた。
2007年（平成19年）から2011年（平成23年）にかけて、前田2条 - 前田9条の区間の歩道のバリアフリー化工事が行われた。

## 主な接続道路
- 手稲駅北通 - 起点
- 手稲駅西通
- 下手稲通
- 稲山通（通称：工大通）
- 新川南通 - 終点

## 沿道の施設

### 上り
- 手稲前田郵便局
- 手稲消防署曙出張所
- ホクレン商事手稲独身寮
- 北洋銀行手稲あけぼの出張所 - 旧札幌銀行手稲あけぼの支店
- カトリック手稲教会
- 天然温泉極楽湯さっぽろ手稲店
- 北海道電力前田変電所
- ジェイ・アール生鮮市場手稲前田店
- 札幌市立手稲鉄北小学校
- 札幌市環境局一般環境大気測定局手稲

### 下り
- 手稲区役所 - 起点交差点に接する。
- 手稲曙温水プール
- ヤマト運輸札幌曙センター・札幌手稲本町センター
- やわらぎ斎場手稲
- 創価学会手稲文化会館